# When We Collide
When We Collide è un singolo del cantante britannico Matt Cardle, pubblicato il 15 dicembre 2010.

## Descrizione
Si tratta di una reinterpretazione di Many of Horror del 2010 dei Biffy Clyro.
Il singolo ha debuttato alla prima posizione della classifica dei singoli più venduti nel Regno Unito, ed è risultato essere il secondo più venduto dell'anno, dietro soltanto a Love the Way You Lie di Eminem e Rihanna.

## Tracce
Download digitale
1. When We Collide
2. Messaggio di ringraziamento di Matt Cardle

CD singolo
1. When We Collide
2. Just The Way You Are
3. The First Time Ever I Saw Your Face
4. Nights in White Satin

## Classifiche
| Classifica (2010) | Posizione massima |
| ----------------- | ----------------- |
| Irlanda           | 1                 |
| Regno Unito       | 1                 |